# Triotel
Het Triotel is een voormalig gemeentelijk ziekenhuis in de stad Leeuwarden.

## Geschiedenis
Triotel op de locatie Borniastraat / Oostergoweg werd in 1968-'71 gebouwd ter vervanging van het Stadsziekenhuis aan het Blokhuisplein. De eerste steen / gedenksteen werd  op 25 oktober 1968 gelegd door staatssecretaris voor Sociale Zaken en Volksgezondheid Roelof Kruisinga. Het nieuwe complex gaf drie vormen van zorg: ziekenhuis, verpleeghuis en verzorgingshuis. Het gebouw kreeg kunstwerken van keramist Kees van Renssen en beeldhouwer George van der Wagt.
Het ziekenhuiscomplex werd op 16 februari 1971 in gebruik genomen. Het ziekenhuis telde 220 bedden, het verpleeghuis 200 en het later gebouwde verzorgingshuis 160 bedden. Op 10 augustus 1971 werd Triotel door Prinses Beatrix geopend.
In 1982 fuseerde Triotel met twee andere Leeuwarder ziekenhuizen: het rooms-katholieke Sint Bonifatius Hospitaal en Diakonessenhuis tot het MCL. Het Triotel werd omgedoopt tot MCL-Zuid. In 1987 bouwde het MCL op het terrein bij Triotel een nieuw ziekenhuis. In 2004 werd de naam MCL-Zuid gewijzigd in MCL. Het verpleeghuis van Triotel / MCL kreeg in 1989 de naam  Bornia Herne. Het verzorgingshuis kreeg de naam Abbingahiem en werd in 2012 gerenoveerd.